# Ovidiu Marius Mihalache
Ovidiu Marius Mihalache (n. 14 decembrie 1984, Iași, România) este un fotbalist român retras din activitate, care a jucat pe post de fundaș la echipe ca Politehnica Iași, Astra Giurgiu și FC Bihor.